# Rudolf Geißler (Zeichner)

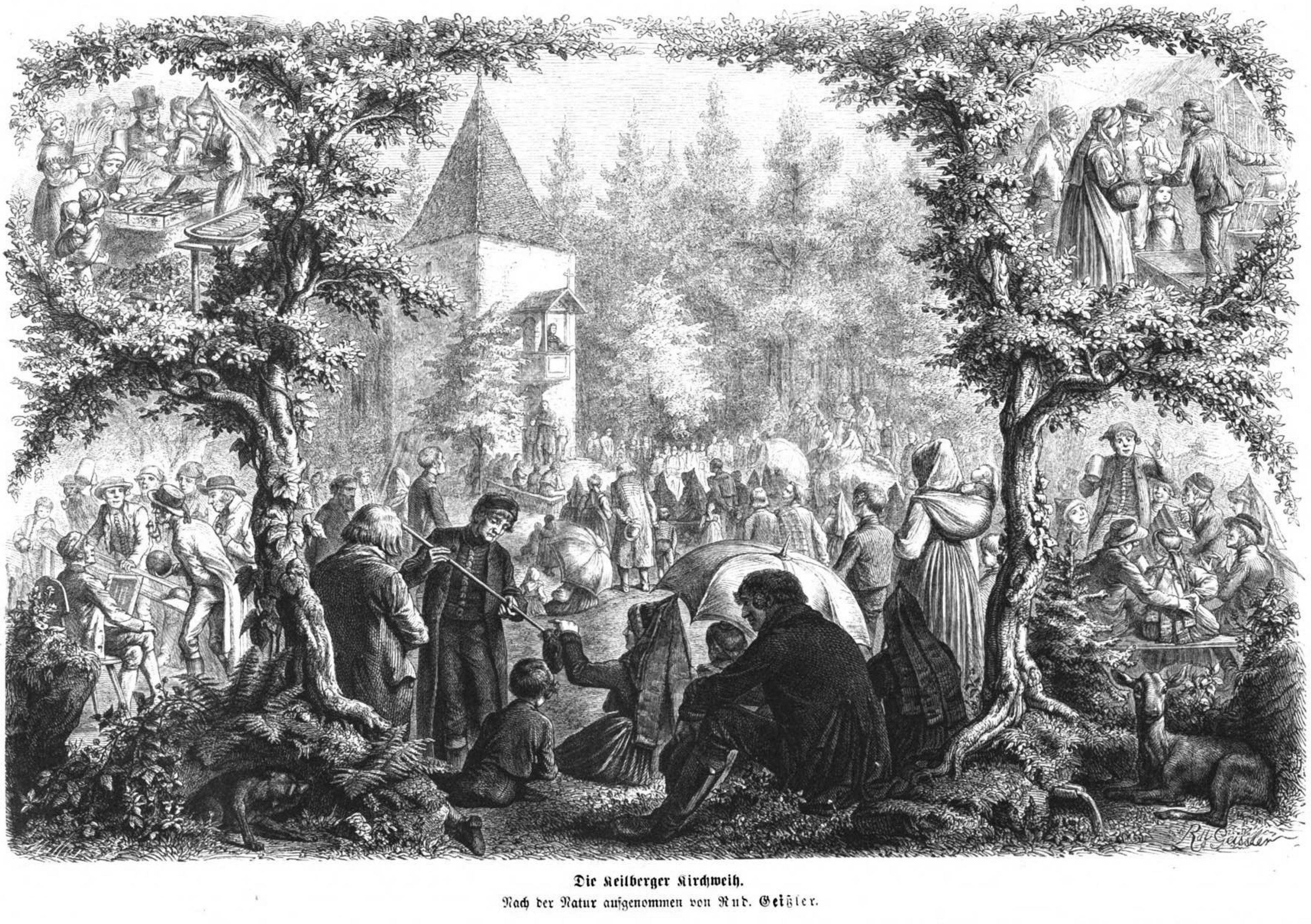
Die Keilberger Kirchweih

Rudolf Karl Gottfried Geißler (* 15. Januar 1834 in Nürnberg; † 15. September 1906 ebenda) war ein deutscher Zeichner, Radierer und Aquarellist.
Nach dem ersten Malunterricht bei seinem Vater, dem Maler Peter Carl Geißler, studierte er von 1851 bis 1857 an der Kunstschule Nürnberg bei Albert Christoph Reindel und August von Kreling.
Danach setzte er sein Studium an der Dresdner Kunstakademie bei Ludwig Richter fort. Seit 1861 war er wieder in Nürnberg tätig. Später wurde er zum Professor an der Nürnberger Kunstschule berufen.
Geißler illustrierte zahlreiche Kinder- und Märchenbücher. Von 1867 bis 1882 erschienen seine Werke in der „Gartenlaube“.

## Illustrierte Werke (Auswahl)
- Rosamunde: Ein Puppen-Bilderbuch. 1856
- Georg Mandel: Glückliche Zeiten. 12 Schilderungen aus dem Kinderleben. 1869
- Johannes Trojan: Aus dem Kinderleben. Stuttgart 1870
- Das deutsche ABC-Buch. Stuttgart 1872